# Scales Tarn
Der Scales Tarn ist ein See im Lake District, Cumbria, England. Der Scales Tarn liegt in einem Kar, das in dieser Region Corrie genannt wird. Das Tal wird an seiner Westseite vom Hang des Blencathra begrenzt. Der See hat einen unbenannten Zufluss. Der Scales Beck bildet seinen Abfluss an der Ostseite des Sees.